# Jaipur Challenger 1999
Il Jaipur Challenger 1999 è stato un torneo di tennis facente parte della categoria ATP Challenger Series nell'ambito dell'ATP Challenger Series 1999. Il torneo si è giocato a Jaipur in India dal 6 all'11 dicembre 1999 su campi in erba.

## Vincitori

### Singolare
Leander Paes ha battuto in finale  Barry Cowan con il punteggio di 7–6, 6–4

### Doppio
Tomáš Anzari /  Satoshi Iwabuchi hanno battuto in finale  Ivo Karlović /  Jurij Ščukin con il punteggio di 7–6, 4–6, 7–6